# Hemaspidoproctus euphorbiae
Hemaspidoproctus euphorbiae är en insektsart som först beskrevs av Green 1896.  Hemaspidoproctus euphorbiae ingår i släktet Hemaspidoproctus och familjen pärlsköldlöss.
Artens utbredningsområde är Sri Lanka. Inga underarter finns listade i Catalogue of Life.